# Rougeotiana pseudonoctua
Rougeotiana pseudonoctua là một loài bướm đêm trong họ Noctuidae.